# 一代のぼる
一代 のぼる（いちだい のぼる、1937年10月20日 - 2000年4月29日、本名：首藤正毅）は、大分県臼杵市佐志生出身の作曲家である。代表曲は、松村和子が歌った「帰ってこいよ」。

## 略歴
臼杵市立豊洋中学校を卒業後、津久見市の大分県柑橘試験場津久見分場で学び、家業のミカン栽培に携わった。24歳の時に上京し、流しのかたわら、作曲を独学した。
千昌夫、小林旭、水前寺清子、村田英雄らの楽曲を作曲。代表曲の「帰ってこいよ」は、1980年発売の松村和子のデビュー曲で、翌1981年の「第32回NHK紅白歌合戦」でも歌われた。「一代のぼる」の名付け親は作詞家の星野哲郎である。

## 代表曲
- 「おしてもだめならひいてみな」（1968年/水前寺清子）
- 「東京でだめなら」（1969年/水前寺清子）
- 「夕焼け雲」（1976年/千昌夫） - 第34回NHK紅白歌合戦歌唱曲
- 「ショーがないね節」（1976年/小林旭）
- 「帰ってこいよ」（1980年/松村和子） - 第32回NHK紅白歌合戦歌唱曲
- 「俺の出番はきっと来る」（1983年/米倉ますみ）